# Armen Sarkisjan
Armen Sarkisjan (* 23. června 1953 Jerevan) je arménský politik, bývalý premiér a od dubna 2018 do ledna 2022 prezident Arménie.

## Život a kariéra
V letech 1996–1997 byl arménským premiérem, v minulosti působil i jako vyslanec Arménie v Spojeném království.
V lednu 2018 si jej vybral jako svého nástupce úřadující prezident Serž Sarkisjan. V prezidentských volbách v březnu 2018 byl podpořen vládní Republikánskou stranou Arménie; Sarkisjan byl v těchto volbách jediným kandidátem a podpořilo jej 90 ze 105 poslanců. Podle kritiků Serže Sarkisjana se předchozí prezident tímto krokem snaží udržet si moc a zajistit si plynulý přechod do funkce předsedy vlády.
Dne 23. ledna 2022 oznámil svou abdikaci, kterou zdůvodnil nedostatkem vlivu.
Sarkisjan je profesorem fyziky.